# Пью, Флоренс
Фло́ренс Роуз Пью (англ. Florence Rose Pugh; род. 3 января 1996, Оксфорд, Англия, Великобритания) — британская актриса. Имеет одну номинацию на премию «Оскар» и две на BAFTA.
Дебютировала в кино в 2014 году в драме «Падение». В 2016 году Пью получила признание благодаря роли в независимой драме «Леди Макбет» и мини-сериале «Маленькая барабанщица». Международный прорыв в карьере Пью произошёл в 2019 году, когда она сыграла рестлера Пейдж в спортивном байопике «Борьба с моей семьёй», подавленную американку в хорроре «Солнцестояние» и Эми Марч в исторической драме «Маленькие женщины». За последний фильм она получила номинацию на «Оскар» за лучшую женскую роль второго плана.
В 2021 году Пью начала играть Елену Белову в Кинематографической вселенной Marvel, начиная с фильма «Чёрная вдова». Пью озвучила Златовласку в анимационном фильме «Кот в сапогах: Последнее желание» и сыграла Джин Тэтлок в байопике «Оппенгеймер» и принцессу Ирулан в фильме «Дюна: Часть вторая».
Также Флоренс участвовала в съёмке клипа к песне Yungblud "Zombie", сыграв медсестру. Видео вышло на Youtube 30 мая 2025 года.

## Биография

### Ранние годы (1996—2013)
Флоренс Роуз Пью появилась на свет 3 января 1996 года в Оксфорде в семье  ресторатора Клинтона и танцовщицы Деборы . Стала третьей из четырех детей в семье, у нее есть старшая сестра Арабелла Гиббинс, старший брат - музыкант Тоби Себастьян и младшая сестра Рафаэлла Пью. Ещё ребёнком она страдала трахеомаляцией, из-за чего её часто госпитализировали. Когда Пью было три года, семья переехала в Испанию в Сотогранде в надежде, что тёплая погода улучшит её здоровье. Когда ей исполнилось шесть лет, семья вернулась обратно в Оксфорд.
В шесть лет Пью сыграла Мариам в школьной рождественской пьесе, в которой разговаривала с йоркширским акцентом. Она получила частное образование в Уичвудской школе и школе Святого Эдуарда в Оксфорде, но учёба не поддерживала её актерские амбиции.

### Первые роли (2014—2018)

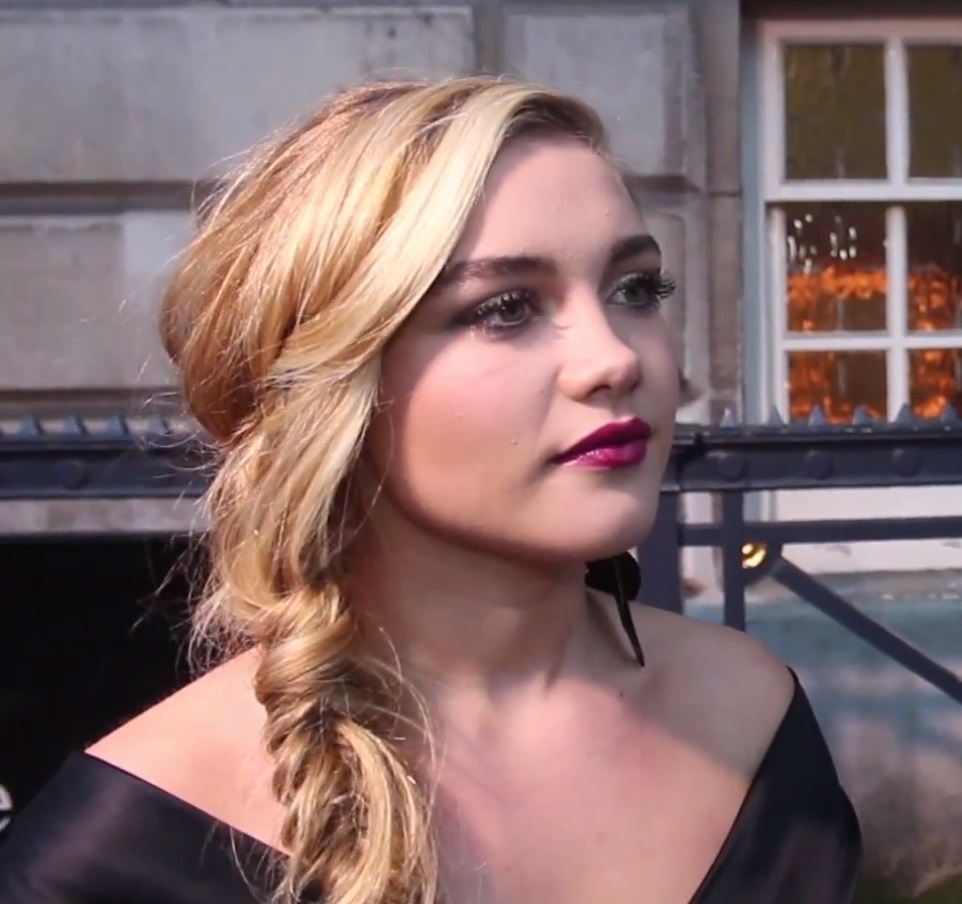
Пью на Лондонском кинофестивале в 2014 году

Учась в шестом классе, Пью дебютировала в кино в 2014 году в драме «Падение», в которой сыграла скороспелого подростка вместе с Мэйси Уильямс. Тара Брэди из The Irish Times назвала Пью замечательной, а Оливер Литтелтон из IndieWire — поразительной. В том же году актриса получила номинацию «Лучший британский новичок» на Лондонском кинофестивале, а также номинацию «Молодая британская / ирландская актриса года» на премию Лондонского кружка кинокритиков. В следующем году Пью сыграла певицу и автора песен в пилотной серии телевизионного драмеди «Студио-Сити» вместе с Эриком Маккормаком, сыгравшим отца героини. После пилота сериал отказались запускать в производство. Позже Пью описала негативный опыт работы в сериале. Продюсеры жаловались на внешность актрисы и пытались её изменить.
В 2016 году Пью исполнила главную роль в независимой драме «Леди Макбет», основанной на повести Николая Лескова «Леди Макбет Мценского уезда», и появилась в детективном сериале ITV «Марчелла». Свой интерес к роли в «Леди Макбет» Пью объяснила пристрастием к персонажем, чьи мотивы сбивают с толку или интересны. Роль в «Леди Макбет» вызвала признание критиков. Фильм пробудил у Пью интерес к кино после «Студио-Сити». За роль актриса получила премию BIFA за лучшую женскую роль в британском независимом фильме.
В 2018 году Пью была номинирована на премию BAFTA в категории «Восходящая звезда». Затем актриса сыграла вместе с Энтони Хопкинсом в телефильме Ричарда Эйра «Король Лир» и появилась в короткометражке «Прелести главной героини» в поддержку движения Time’s Up. В том же году Пью сыграла Элизабет де Бург в историческом фильме Netflix «Король вне закона» вместе с Крисом Пайном, сыгравшим Роберта Брюса. Автор издания The Guardian Чарльз Брамеско назвал Пью превосходной, несмотря на её неблагодарную роль. Позже она снялась в шестисерийном мини-сериале по мотивам шпионского романа Джона ле Карре «Маленькая барабанщица», в котором она сыграла актрису, оказавшуюся втянутой в шпионский заговор 1979 года. Игра Пью была отмечена критиками. По мнению журналиста Vanity Fair Ричарда Лоусона, Пью великолепна во всём и умело сочетает в себе приземлённость с изысканностью и мудрость с наивностью.

### Прорыв и мировое признание (с 2019 года)
В 2019 году Пью совершила международный прорыв, снявшись в трёх крупных фильмах. Первым стала комедийная драма «Борьба с моей семьёй», в которой она сыграла рестлера Пейдж. Премьера картина состоялась на Кинофестивале «Сандэнс» в 2019 году и вызвала положительные отзывы. Джеффри Макнаб из The Independent писал, что актриса смотрится совершенно убедительно в роли рестлера и продемонстрировала тот же неряшливый гламур и самоуничижительный юмор, что и Пейдж в реальной жизни. Затем Пью сыграла в хорроре Ари Астера «Солнцестояние», повествующей об американской паре, которую сыграли Пью и Джек Рейнор, путешествующей в Швецию, где сталкивается с культом.

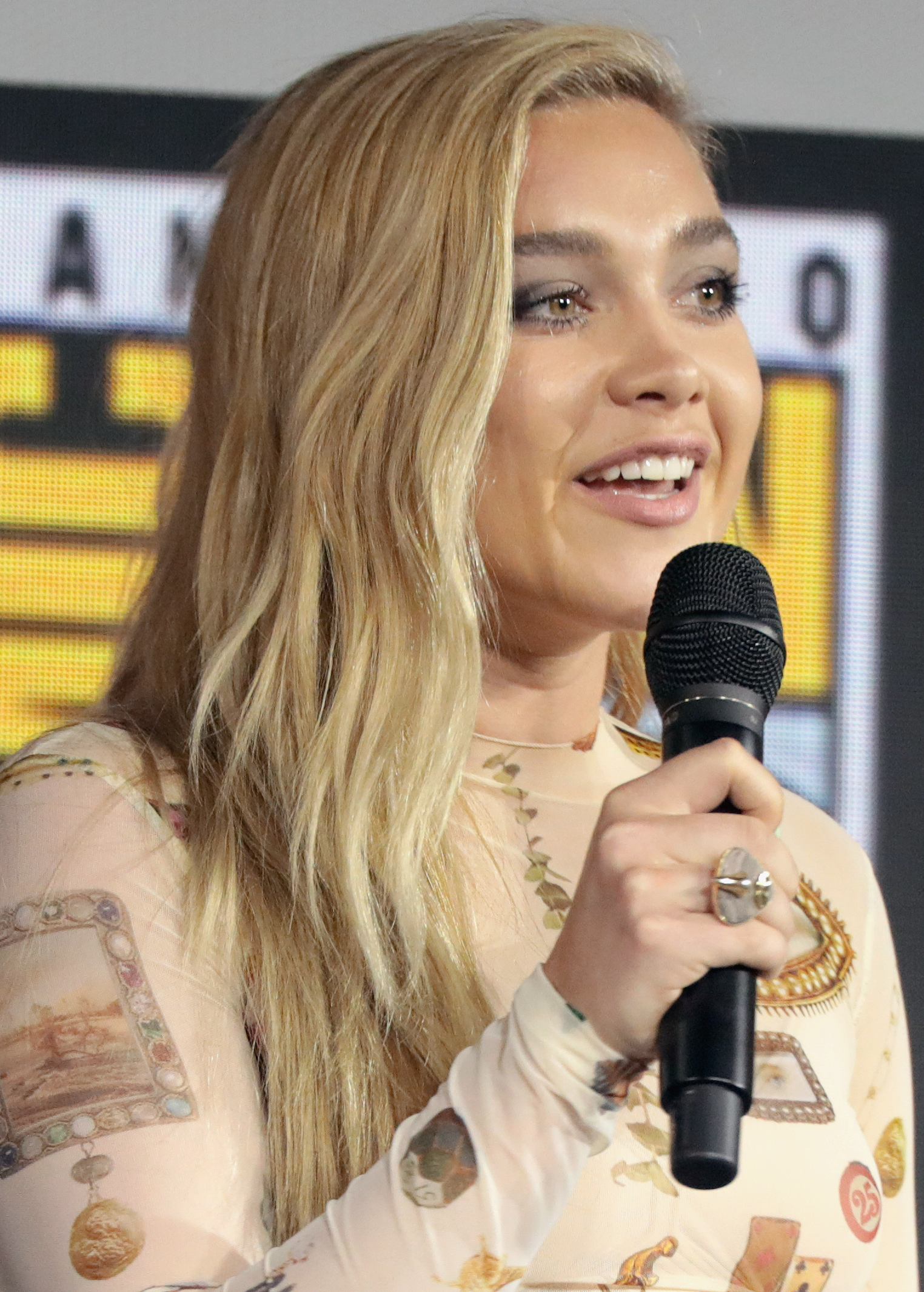
Пью на фестивале San Diego Comic-Con в 2019 году

Последним фильмом 2019 года с участием Пью стала историческая драма Греты Гервиг «Маленькие женщины», экранизация одноимённого романа Луизы Мэй Олкотт. Пью сыграла Эми Марч и рассказывала, что её героиня находится в приятном положении из-за того, что не знает, как справиться со своими эмоциями. Фильм вызвал признание критиков и собрал в прокате 209 миллионов долларов. Журналист The Hollywood Reporter Дэвид Руни похвалил Пью за юмор и своенравие и за то, как она справляется с хитрыми противоречиями героини. За роль Пью получила номинации на BAFTA и «Оскар» за лучшую женскую роль второго плана.
Пью сыграла шпионку Елену Белову в фильме Кинематографической вселенной Marvel «Чёрная вдова». По словам актрисы, фильм был посвящён тому, как девушек крадут со всего мира. Кинокомикс вышел в 2021 году и вызвал положительные отзывы критиков, хваливших игру актрисы. По мнению обозревателя BBC Culture Кэрин Джеймс, Пью сделала Белову яркой личностью в фильме, более живой, чем многие экшн-героини. В том же году Пью вновь сыграла Елену Белову в мини-сериале Disney+ «Соколиный глаз».
В 2022 году Пью снялась в триллере Оливии Уайлд «Не беспокойся, дорогая» и драме «Чудо», экранизации одноимённого романа Эммы Донохью. Премьера картины «Не беспокойся, дорогая» состоялась на 79-м Венецианском кинофестивале. Критики писала, что игра Пью превзошла фильм. В фильме «Чудо» актриса сыграла медсестру, которую отправляют расследовать предполагаемое сверхъестественное чудо. Последним фильмом 2022 года стала анимационная лента DreamWorks «Кот в сапогах: Последнее желание», в котором Пью озвучила Златовласку. Фильм собрал в прокате свыше 480 миллионов долларов.
В драме Зака Браффа «Хороший человек» Пью сыграла роль выжившей в автокатастрофе. Также «Хороший человек» стал первым продюсерским проектом актрисы. Вместо того чтобы носить парик, Пью отрезала свои волосы для роли. Также актриса написала и исполнила две песни «The Best Part» и «I Hate Myself», которые вошли в саундтрек фильма. В байопике Кристофера Нолана «Оппенгеймер» с Киллианом Мёрфи в главной роли Пью сыграла члена Коммунистической партии США Джин Тэтлок. Рецензент Empire Дэн Джолин считал, что она изящно доминирует в своих сценах. «Оппенгеймер» собрал в прокате свыше 958 миллионов долларов и стал кассовым фильмом в карьере Пью. Пью сыграла принцессу Ирулан в научно-фантастическом фильме «Дюна: Часть вторая». Также актриса исполнила заглавную роль вместе с Эндрю Гарфилдом в романтическом драме Джона Кроули «Время жить». Ради роли в фильме актриса побрилась налысо.
Следующим проектом с участием Пью стал кинокомикс «Громовержцы*», в котором она вновь сыграла Елену Белову. Она сыграет Кэти Эймс и спродюсирует мини-сериал по роману Джона Стейнбека «К востоку от Эдема». 

## Признание и отношения

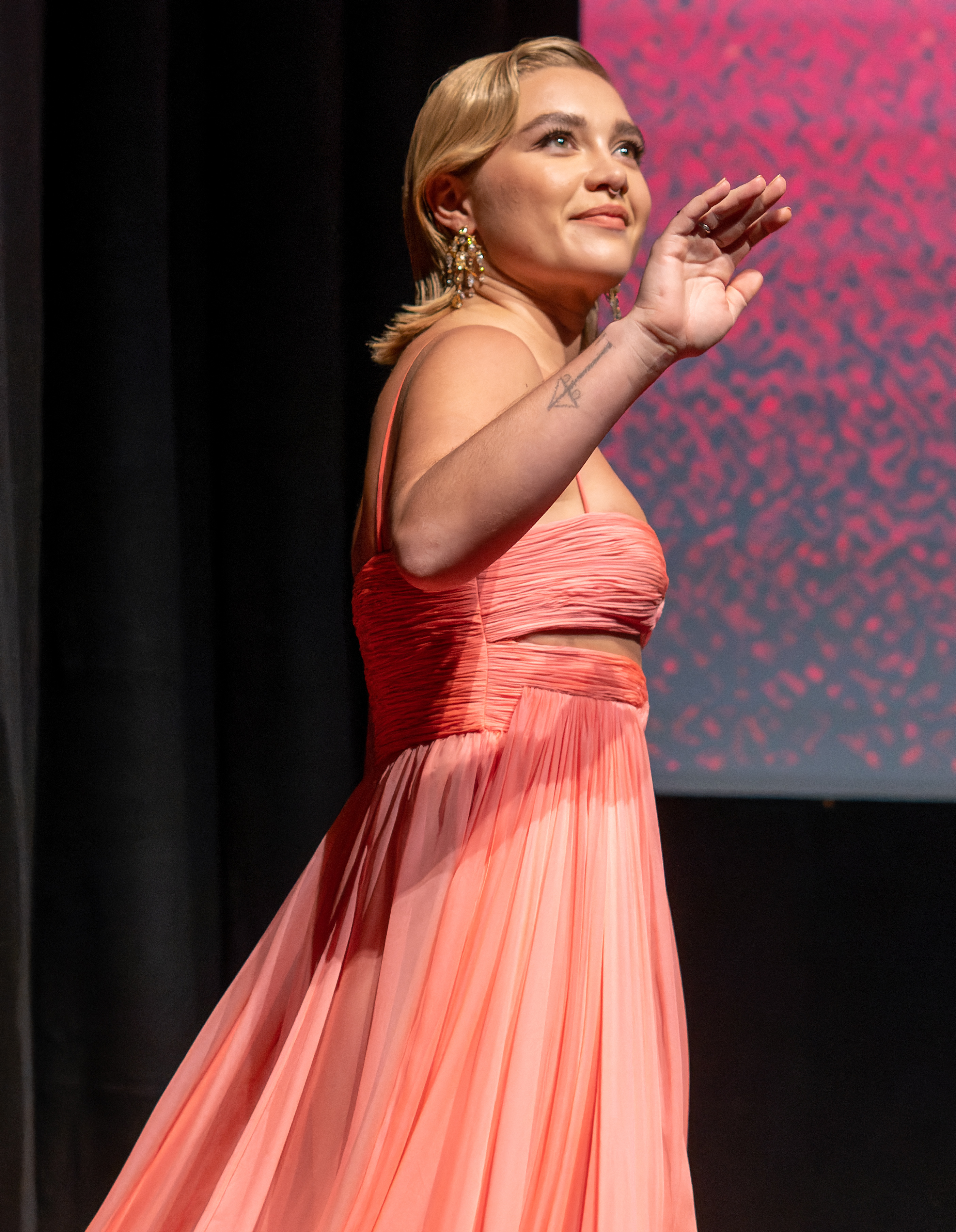
Пью в 2022 году

Пью известна своим умением стильно одеваться. Издания, в частности Harper’s Bazaar и British Vogue, описали её выбор одежды как «смелый», «дерзкий» и «уникальный». На кутюрном показе Valentino в 2022 году актриса надела прозрачное розовое платье. Наряд вызвал негативную реакцию за неприкрытую грудь. В ответ Пью опубликовала в Instagram пост, встав на защиту своего выбора и своего тела. Через год она надела другое прозрачное платье на Valentino.
В 2019 году Пью попала в список Forbes 30 Under 30, в который входят 30 самых влиятельных людей Европы в возрасте до 30 лет. В 2021 году журнал Time включил её в список 100 Next, в который входят восходящие звёзды и начинающие лидеры в своих областях. В 2023 году Time включил Пью в список лидеров следующего поколения. В 2022 году, по итогам опроса читателей журнала Empire, она была признана одной из 50 величайших актёров всех времён. Журнал признал Пью одной из лучших актёров своего поколения и приписал её успех тому, что она способна вызывать эмпатию к своим персонажам.
С 2018 по 2021 год Пью встречалась с американским актёром и режиссёром Закари Браффом. Пара познакомилась на  съёмках  короткометражного фильма " Отрезок, необходимый, чтобы добраться туда», режиссёром которого выступил Брафф. Вместе они жили в Лос-Анджелесе. С 2013 по 2016 год Пью исполняла кавер-версии песен под именем Флосси Роуз на YouTube. Пью спела вместе со своим братом песню «Midnight», вышедшую 15 мая 2021 года.
В 2022 году фотограф Чарльз Гуч и Флоренс Пью начали романтические отношения, но вскоре расстались, причиной стал несовподающий рабочий график. 
С 2023 года актёр Финн Коул и Флоренс Пью состоят в отношениях. Пара обьявила о помолвке спустя два года. Однако востребованность актрисы в кинематографе лишила ее возможности точно определить дату свадьбы. 

## Награды
Пью была номинирована на «Оскар» и две BAFTA. Она получила номинацию на «Оскар» и BAFTA за лучшую женскую роль второго плана в фильме «Маленькие женщины». Также Пью была номинирована на премию BAFTA в категории «Восходящая звезда». Роли в «Леди Макбет» и «Чудо» соответственно принесли актрисе премию британского независимого кино и ещё одну номинацию. На Каннском кинофестивале в 2019 году Пью была удостоена премии Trophée Chopard.

## Фильмография
| Год  |    | Русское название                 | Оригинальное название        | Роль                        |
| ---- | -- | -------------------------------- | ---------------------------- | --------------------------- |
| 2014 | ф  | Падение                          | The Falling                  | Абигаль Мортимер            |
| 2015 | тф | Студио-Сити                      | Studio City                  | Кошка                       |
| 2016 | с  | Марчелла                         | Marcella                     | Кара Томас                  |
| 2016 | ф  | Леди Макбет                      | Lady Macbeth                 | Кэтрин                      |
| 2018 | ф  | Пассажир                         | The Commuter                 | Гвен                        |
| 2018 | тф | Король Лир                       | King Lear                    | Корделия                    |
| 2018 | ф  | Король вне закона                | Outlaw King                  | Елизавета де Бург           |
| 2018 | с  | Маленькая барабанщица            | The Little Drummer Girl      | Чармиан «Чарли» Росс        |
| 2018 | ф  | Злобность                        | Malevolent                   | Анжела                      |
| 2019 | ф  | Борьба с моей семьёй             | Fighting with My Family      | Сарая «Пейдж» Найт          |
| 2019 | ф  | Солнцестояние                    | Midsommar                    | Дэни                        |
| 2020 | ф  | Маленькие женщины                | Little Women                 | Эмили «Эми» Марч            |
| 2021 | ф  | Чёрная вдова                     | Black Widow                  | Елена Белова / Чёрная вдова |
| 2022 | мф | Кот в сапогах: Последнее желание | Puss in Boots: The Last Wish | Златовласка                 |
| 2022 | с  | Соколиный глаз                   | Hawkeye                      | Елена Белова / Чёрная вдова |
| 2022 | ф  | Не беспокойся, дорогая           | Don’t Worry Darling          | Элис                        |
| 2022 | ф  | Чудо                             | The Wonder                   | Элизабет Райт               |
| 2023 | ф  | Хороший человек                  | A Good Person                | Эллисон                     |
| 2023 | ф  | Оппенгеймер                      | Oppenheimer                  | Джин Тэтлок                 |
| 2023 | ф  | Мальчик и птица                  | Kimitachi wa dô ikiru ka     | Английский Дубляж Кирико    |
| 2024 | ф  | Дюна: Часть вторая               | Dune: Part Two               | Принцесса Ирулан Коррино    |
| 2024 | ф  | Время жить                       | We Live In Time              | Альмут                      |
| 2025 | ф  | Громовержцы*                     | Thunderbolts*                | Елена Белова / Чёрная вдова |
| 2025 | мс | Зомби Marvel                     | Marvel Zombies               | Елена Белова / Чёрная вдова |
| 2026 | с  | К востоку от Эдема               | East of Eden                 | Кэтрин Эймс                 |
| 2026 | ф  | Мстители: Судный день            | Avengers: Doomsday           | Елена Белова / Чёрная вдова |
| 2026 | ф  | Дюна: Часть третья               | Dune: Part Three             | Принцесса Ирулан Коррино    |